# Johann Gottfried Misler (Theologe)

Johann Gottfried Misler auf einem Kupferstich von 1752 (gestochen von Christian Fritzsch)

Johann Gottfried Misler (* 11. Januar 1679 in Worms; † 28. März 1748 in Hamburg) war ein deutscher evangelisch-lutherischer Theologe.

## Leben
Misler wurde als Sohn des Theologen und Pädagogen Johann Hartmann Misler (1642–1698) und seiner Frau Anna Kunigunde Rühl (1646–1700), Tochter des Wormser Stättmeisters Johannes Rühl (1605–1673), in Worms geboren, wo sein Vater damals Rektor an der Städtischen Lateinschule war.
Nach seiner Schulbildung studierte Misler Theologie und wurde am 20. Januar 1706 Feldprediger im schwedisch Gyldensternschen Infanterie-Regiment. Nach drei Jahren, am 6. September 1709, wurde Misler Pastor an Sankt Martini in Lesum und wiederum drei Jahre später, am 22. Januar 1713, zum Diaconus der Hauptkirche Sankt Nikolai in Hamburg berufen. Am 22. März 1713 trat er dieses Amt an und wurde später Archidiakon. Im Jahr 1743 wurde er außerdem ältestes Mitglied und damit Präses des Ministeriums in Hamburg. Misler starb 1748 im Alter von 69 Jahren in Hamburg.

## Familie
Am 3. Februar 1711 heiratete er Anna Catharina Matthaei (1693–1750), Tochter des Theologen Martin Matthaei (1666–1728). Seine Kinder waren:
1. Johann Martin (1713–1793), Domvikar, unverheiratet
2. Elisabeth (1716–1795) ⚭ 1741 Hieronymus Schramm (1701–1751), Kaufmann
3. Anna Maria (1718–1760) ⚭ 1749 Jacob Krohn (1711–1775), Kaufmann und Senator
4. Johann Gottfried (1720–1789), Oberaltensekretär ⚭ 1754 Maria Schramm (1734–1777), Tochter erster Ehe des Kaufmanns Hieronymus Schramm (1701–1751), und damit Stieftochter ihrer Schwägerin Elisabeth Misler
5. Johann Hartmann (1724–1807)[1], Ämtergerichtsaktuar ⚭ 1756 Catharina Dorothea Hinsche (1728–1808), Tochter des Senators Nicolaus Hinsche (1689–1765)